# Microstylum proclive
Microstylum proclive là một loài ruồi trong họ Asilidae. Microstylum proclive được Walker miêu tả năm 1860. Loài này phân bố ở miền Ấn Độ - Mã Lai.